# Ференцевич Роман Софронович
Ференцевич Роман Софронович (нар. 23 травня 1930, Львів, Польща (тепер Україна) — пом. 16 грудня 2021, Александрія, штат Вірджинія, США)

## Життєпис
Американський журналіст українського походження
В часі нацистсько-радянської війни був вивезений на примусові роботи. Після закінчення війни знаходився в таборі для переміщених осіб в американській зоні окупації. 1950 року переїздить до Нью-Йорка.
Ветеран Армії США — воював у 1950—1953 роках в Кореї.
Завідувач друкарні видавництва «Свобода», довголітній старший редактор українського відділу «Голосу Америки», кореспондент українського відділу «ГА» в Україні. Від 1995 року на пенсії.